# Бреја (Калифорнија)
Бреја (енгл. Brea) град је у америчкој савезној држави Калифорнија. По попису становништва из 2010. у њему је живело 39.282 становника.

## Демографија
Према попису становништва из 2010. у граду је живело 39.282 становника, што је 3.872 (10,9%) становника више него 2000. године.
| Група             | 2000.          | 2010.          |
| Белци             | 23.541 (66,5%) | 20.690 (52,7%) |
| Афроамериканци    | 447 (1,3%)     | 549 (1,4%)     |
| Азијати           | 3.218 (9,1%)   | 7.144 (18,2%)  |
| Хиспаноамериканци | 7.205 (20,3%)  | 9.817 (25,0%)  |
| Укупно            | 35.410         | 39.282         |